# 2000-ні в музиці
Ця стаття описує тренди у музиці у 2000-му десятиріччі.

## 2000
|  |

Події:
- Засновано гурт Flëur

Твори:
- Іван Карабиць — «Голосіння» для фортепіано з оркестром

Музичні альбоми: див. Категорія:Музичні альбоми 2000
- Воплі Відоплясова — альбом «Хвилі амура»
- Океан Ельзи — альбом «Янанебібув»
- The Hives — «Veni Vidi Vicious»
- Flëur — «Почти живой»
- Chalice — «Chronicles of Dysphoria»
- Смысловые галлюцинации — «3000»
- «Esco di rado e parlo ancora meno» — альбом Адріано Челентано

Померли:
- Віктор Михайлович Іконник, український хоровий диригент

## 2001
|  |

Події:
- 8 березня - створення українсько фолк-рок Гурт ВЕРТЕП
- створення українського хіп-хоп гурту Епіцентр Унії

### Народилися
- Настя Сердюк - учасниця Гурту ВЕРТЕП

Твори:
- Софія Губайдуліна — Великдень по Іоанну, для солістів, хору й оркестру

музичні альбоми: див. Категорія:Музичні альбоми 2001
- Воплі Відоплясова — альбом «Мамай»
- Океан Ельзи — альбом «Модель»
- Flëur — альбом Сердце
- Chalice — «An Illusion to the Temporary Real»
- Смысловые галлюцинации — «Лед9»
- Rammstein — «Mutter»

Померли:
- Яніс Ксенакіс

## 2002
|  |

Події:
- засновано монгольський фольк-роковий гурт «Altan Urag»;
- «Per sempre» — альбом Адріано Челентано
- «Flëur» — альбом Прикосновение

Народились:
Твори:
музичні альбоми: див. Категорія:Музичні альбоми 2002
- Воплі Відоплясова — альбом «Файно»
- Океан Ельзи — альбом «Холодно»
- Руслан Джигурда — альбом «Казка»
- 30 seconds to Mars — альбом «30 seconds to Mars»

Померли:
- Іван Карабиць, український композитор, диригент, громадський діяч
- Рей Браун, американський джазмен

## 2003
|  |

Події:
- Журнал Rolling Stone публікує Список 500 найкращих альбомів усіх часів
- Створено угорський фолк-роковий гурт Kárpátia.

Народились:
Твори:
Музичні альбоми: див. Категорія:Музичні альбоми 2003
- Океан Ельзи — альбоми «Суперсиметрія», «Tviй формат»
- Flëur — альбом Волшебство
- Chalice — альбом Augmented
- Смысловые галлюцинации — «Обратная сторона Земли»

Померли:

## 2004
Події:
- Перемога Руслани на Євробаченні
- Засновано гурт альтернативного року Elle Milano
- Було створено український фанкі-ґрув гурт Бумбокс
- Засновано гурт Оля і Монстр
- Засновано гурт СкруDG
- Засновано гурт Мегамасс

Твори:
Музичні альбоми: див. Категорія:Музичні альбоми 2004
- The Hives — «Tyrannosaurus Hives»
- Flëur — «Сияние»
- Rammstein — «Reise, Reise»
- «C'è sempre un motivo» — альбом Адріано Челентано

Померли:

## 2005
|  |

Події:
- Проведено міжнародний благодійний фестиваль Live 8

Твори:
- Океан Ельзи — альбоми «GLORIA»
- 30 seconds to Mars — альбом «A Beautiful Lie»
- Tracktor Bowling — альбом «Черта»
- Rammstein — альбом «Rosenrot»

Музичні альбоми: див. Категорія:Музичні альбоми 2005
Померли:
- Кириченко Раїса Опанасівна — українська співачка.

## 2006
|  |

Події:
Твори:
- Воплі Відоплясова — альбом «Були деньки»
- Flëur — альбом «Всё вышло из-под контроля»
- Katatonia — альбом «The Great Cold Distance»
- Tracktor Bowling — альбом «Шаги по стеклу»

Музичні альбоми: див. Категорія:Музичні альбоми 2006
Померли:
- Дьордь Лігеті, угорський композитор

## 2007
|  |

Події:
- 13 жовтня — перший концерт Muse в Україні — Палац спорту, Київ

Померли:
- Мстислав Ростропович, російський віолончеліст і диригент
- Лучано Паваротті, італійський співак
- Тихон Хрєнніков, радянський композитор

Твори:
Музичні альбоми:
див. Категорія:Музичні альбоми 2007
- The Hives — «The Black and White Album»
- Океан Ельзи — «Міра»
- Ріанна — «Good Girl Gone Bad»
- Дельфин — «Юность»
- Олафур Арнальдс — «Eulogy for Evolution»
- Адріано Челентано — «Dormi amore, la situazione non è buona»

Померли:

## 2008
|  |

Події:
- Розпався гурт альтернативного року Elle Milano
- Відбувся концерт Пола Маккартні на Майдані Незалежності
- Відбувся концерт Queen у Харкові

Твори:
- Музичні альбоми: див. Категорія:Музичні альбоми 2008
- Flëur — альбом Эйфория
- Cradle of Filth — альбом Godspeed On The Devils Thunder
- Олафур Арнальдс — альбом Variations of Static

Померли:
- Муслім Магомаєв, радянський співак
- Бо Діддлі, американський музикант

## 2009
|  |

Події:
Народились:
- Георгій Хомяк - учасник Гурту ВЕРТЕП

Твори:
- 30 seconds to Mars — альбом «This is War»
- Tokio Hotel — альбом «Humanoid»
- Katatonia — альбом «Night Is The New Day»
- Lacuna Coil — альбом «Shallow Life»
- Placebo — альбом «Battle for the Sun»
- Олафур Арнальдс — альбом Found Songs
- Rammstein — альбом «Liebe ist für alle da»
- Олафур Арнальдс — альбом Dyad 1909
- Ріанна — Rated R

Померли:
- Євгенія Мірошниченко, українська співачка
- Майкл Джексон, американський музикант і танцюрист